# Lyngbygård Å
Lyngbygård Å er det ene af to hovedvandløb i Aarhus Å-systemet, og åen løber ud i nordsiden af Årslev Engsø, som Aarhus Å gennemstrømmer. 
Lyngbygård Å udspringer i østenden af Bjarup Mose mellem Mollerup, Låsby og Sorring. Herfra løber åen først østpå gennem en bred dal, nord om Låsby Stationsby og Galten til Tingvad sydøst for Borum. Her drejer åen mod syd ind i en snæver, stærkt faldende dal, forbi herregården Lyngbygård, som den har taget sit navn fra. Åen passerer to nedlagte vandmøller; Labing Mølle og Snåstrup Mølle, og går via den fredede Snåstrup Bro af granitkvadre, under såvel motorvej 15 (Brabrand-Låsby) som E45, før selve udløbet. 
Lyngbygård Å har adskillige tilløb undervejs, hvor Borum Møllebæk nok er det vigtigste.

## Naturen
Der er de senere år gjort et større arbejde med at ændre topografien i Lyngbygård Ådal. I den forbindelse har myndighederne blandt andet genslynget dele af åløbet, og der er oprettet et særligt naturområde  mellem Herskind og Sjelle nord for åen og Galten-Skovby syd for. I naturområdet er der tillige med offentlig og privat indsats, etableret to uafhængige vandreruter under organisationen Spor i Landskabet og det lokale projekt hedder 'Sporene i Lyngbygaard Ådal'. Formålet med projektet har været at forbedre befolkningens muligheder for på vandreture at opleve den danske natur på egen hånd. Vandreruterne er på henholdsvis 10,1 km og 3,2 km i ringform, og byder også på kulturhistoriske oplevelser med tilknytning til naturen i området gennem tiderne. De er oprettet på baggrund af en frivillig aftale med de involverede lodsejere.
Der planlægges flere naturprojekter omkring Lyngbygård Å i form af private og privat-offentlige samarbejdsprojekter under Grønt Partnerskab. For at mindske oversvømmelse ønsker Aarhus Kommune et dige til 10 mio kr ved Lyngbygård golfbane, så 1 mio kubikmeter regnvand kan forsinkes et par uger.

## Galleri
- Lyngbygård Å tæt ved udløbet i Årslev Engsø
- Fiskeri i Lyngbygård Å er underlagt restriktioner og kræver fiskeret.

## Eksterne Links
- Wikimedia Commons har flere filer relateret til Lyngbygård Å
- Sporene i Lyngbygård Ådal Arkiveret 4. marts 2016 hos  Wayback Machine turguide til en del af ådalen.

56°09′50″N 9°52′30″Ø / 56.16389°N 9.87500°Ø